# Macroglossum fritzei
Macroglossum fritzei là một loài bướm đêm thuộc họ Sphingidae, chi Macroglossum.